# Aeroportul Mammoth Yosemite
Aeroportul Mammoth Yosemite (IATA: MMH, ICAO: KMMH, FAA LID: MMH) este un aeroport din California, Statele Unite ale Americii ce deservește zona Mammoth Lakes⁠(d). Aeroportul a fost tranzitat în 2019 de 34.496 de pasageri.
Situat la o altitudine de 2.175 m, aeroportul dispune de 1 pistă.

## Infrastructură

### Piste
Aeroportul dispune de o singură pistă. Pista 09/27 are suprafața de asfalt și dimensiunile 7.000 picioare × 100 picioare. 